# イルファーン・カーン
イルファーン・カーン（ヒンディー語: इरफ़ान ख़ान, ウルドゥー語: عرفان خان, 英語: Irrfan Khan, 1967年1月7日 - 2020年4月29日）は、インドの俳優。

## 略歴
ムスリム（イスラーム教徒）の藩王国太守（ナワーブ）の家系に生まれる。修士在学中に奨学金を得て、国立演劇学院（National School of Drama）にて3年間のディプロマ・コースを学ぶ。
1980年代後半からテレビドラマの脇役など俳優としてのキャリアを積み、90年代からは映画界にも進出するが、しばらくは小規模の無名の作品に出演するも注目されなかった。彼の演技力が評価され、映画俳優として本格的に活躍しはじめるのは2000年代に入ってからのことである。また、2006年の『その名にちなんで』以降は国外での評価も高まり、アメリカやイギリスの映画にも出演している。2016年には日、蘭、加合同制作によるNHKスペシャルドラマ『東京裁判』でインド派遣の判事、ラダ・ビノード・パール役を演じた。
ちなみに、『その名にちなんで』の監督ミーラー・ナーイルの作品では、他にも1988年『ミシシッピー・マサラ』にも出演していたが、編集段階で彼の出演部分はカットされてしまったという経緯がある。
2018年3月に神経内分泌腫瘍と診断され、ロンドンで治療を受けていた。2019年2月にインドに帰国して『イングリッシュ・ミディアム』の撮影に参加した。2020年4月28日にムンバイ市内の病院に搬送され結腸感染症の治療を受けたが、翌29日に死去した。

## 出演作品
| 公開年 | 邦題 原題                                           | 役名                             | 備考                            | 日本語吹替                                                               |
| ------ | --------------------------------------------------- | -------------------------------- | ------------------------------- | ------------------------------------------------------------------------ |
| 2006   | その名にちなんで The Namesake                       | アショケ                         |                                 | 石井隆夫                                                                 |
| 2006   | Sainikudu                                           | パプ・ヤダフ                     | テルグ語映画                    |                                                                          |
| 2007   | マイティ・ハート/愛と絆 A Mighty Heart              | キャプテン                       |                                 | 松山タカシ                                                               |
| 2007   | ダージリン急行 The Darjeeling Limited               | 父親                             |                                 | 不明                                                                     |
| 2008   | スラムドッグ$ミリオネア Slumdog Millionaire         | 警部                             |                                 | 青山穣                                                                   |
| 2009   | ニューヨーク New York                               | ローザン（FBIオフィシャル）      |                                 |                                                                          |
| 2009   | ニューヨーク、アイラブユー New York, I Love You     | マンスークバイ                   |                                 |                                                                          |
| 2010   | スピーシー・オブ・コブラ Hisss                      | Vinkram Gupta                    |                                 |                                                                          |
| 2011   | Thank You                                           | ヴィクラム・チョプラ             |                                 |                                                                          |
| 2012   | アメイジング・スパイダーマン The Amazing Spider-Man | ラダ博士                         |                                 | 広瀬彰勇                                                                 |
| 2012   | ライフ・オブ・パイ/トラと漂流した227日 Life of Pi   | パイ・パテル                     |                                 | 本木雅弘                                                                 |
| 2013   | めぐり逢わせのお弁当 The Lunchbox                   | サージャン・フェルナンデス       |                                 |                                                                          |
| 2014   | ピクー Piku                                         | Rana Chaudhary                   |                                 |                                                                          |
| 2015   | ジュラシック・ワールド Jurassic World               | サイモン・マスラニ               |                                 | 大塚芳忠（劇場公開版） 江原正士（日本テレビ版） 落合弘治（ザ・シネマ版） |
| 2016   | インフェルノ Inferno                                | ハリー・"プロヴォスト"・シムズ   |                                 | 谷昌樹                                                                   |
| 2016   | ドラマ 東京裁判 Tokyo Trial                         | ラダ・ビノード・パール           | テレビ・ミニシリーズ、計4話出演 | 井上倫宏                                                                 |
| 2017   | ヒンディー・ミディアム Hindi Medium                 | ラージ・バトラ                   |                                 |                                                                          |
| 2018   | ブラックメール Blackmail                            | Dev Kaushal                      | IFFJ2018にて上映                |                                                                          |
| 2018   | アグネスと幸せのパズル Puzzle                       | Robert                           |                                 | 青山穣                                                                   |
| 2020   | イングリッシュ・ミディアム Angrezi Medium           | チャンパク・ガシテラム・バンサル |                                 |                                                                          |